# Pablo Lugüercio
Pablo Ariel Lugüercio (La Plata, 10 marzo 1982) è un ex calciatore argentino, di ruolo attaccante.
È soprannominato el payaso.

## Biografia
Pablo Ariel Lugüercio nasce il 10 marzo 1982 a La Plata, da una famiglia di immigrati italiani. Il suo cognome, difatti, è riconducibile all'italiano Loguercio, diffuso soprattutto nelle regioni della Lombardia, Basilicata e Campania; l'influenza latinoamericana ha poi contribuito a modificarne tanto la trascrizione quanto la pronuncia, fino alla forma attuale.

## Carriera
Inizia la sua carriera nell'Estudiantes. Dopo aver collezionato una presenza ufficiale nella stagione 2001-2002, viene mandato in prestito in Primera B Nacional nel club Defensa y Justicia, dove segna 5 gol in 17 presenze. Nella stagione successiva viene inserito nella rosa dell'Estudiantes dopo averlo ripreso dal prestito. Per le due stagioni successive milita, nuovamente in prestito, tra le file del Club Deportivo Universidad San Martín de Porres, squadra peruviana con la quale scende in campo 41 volte. Terminato il prestito, torna all'Estudiantes dove milita tra il 2006 e il 2008, realizzando 14 gol e contribuendo alla vittoria dell'Apertura 2006 in Primera División, primo titolo nazionale in 23 anni per la squadra biancorossa.
Viene acquistato dal Racing Avellaneda nell'agosto 2008, divenendo ben presto titolare nonché uno dei beniamini della tifoseria biancazzurra.
Il 6 gennaio 2012 passa al Barcelona S.C. con cui firma un contratto della durata di tre anni. Con la maglia n° 7 segna il primo gol con la squadra giallo-nera proprio all'esordio, contribuendo alla vittoria per 3-1 contro il Deportivo Cuenca.
Il 31 luglio passa in prestito all'Arsenal di Sarandí. Nel febbraio 2013 sferra un pugno a Emanuel Brítez, reo di avergli toccato il sedere, venendo espulso.
La sua carriera prosegue nella massima serie argentina prima nel Club Olimpo, contribuendo alla salvezza del club di Bahia. Nel 2014 passa al Club Atlético Aldosivi, dove colleziona in tre anni 81 presenze e 14 gol, eguagliando il suo periodo realizzativo migliore del lontano 2006-2008 con la maglia del Club Estudiantes de La Plata, squadra nella quale ritorna nell'estate del 2017. Con il club di La Plata gioca la Copa Sudamericana 2017, dalla quale viene eliminato agli ottavi di finale dal Nacional de Paraguay, e la Copa Libertadores 2018, che si interrompe anch'essa agli ottavi contro il Gremio.
Il 27 marzo 2019 annuncia il suo ritiro dal calcio professionistico. Prima dell'inizio della gara contro il San Martìn de Tucumàn, riceve l'ovazione del pubblico durante il giro di campo, bissandola al momento dell'entrata in campo al 35º del secondo tempo. Al termine della partita, El Payaso dirà:"Mi sono emozionato, è normale, per tanto calore ricevuto stasera, ma in pratica sempre, ovunque io abbia giocato mi hanno sempre voluto bene. Le parole dei compagni mi hanno dato molta allegria ed hanno contribuito a rendere ancor più magica questa serata. Non sono triste, spesso in queste occasioni prevale la tristezza, ma io oggi sono felice, sono orgoglioso di ciò che ho fatto. Io il calcio l'ho vissuto sempre così".